# Karen Van Dyck
Karen Rhoads Van Dyck (* 25. Januar 1961 in New York) ist eine US-amerikanische Neogräzistin und Übersetzerin aus dem Neugriechischen. Sie lehrt als Kimon A. Doukas-Professorin für Neugriechische Sprache und Literatur im Classics Department der Columbia University in New York.

## Werdegang
Van Dyck wurde in New York City geboren und wuchs in St Andrews (Schottland), Palisades (New York), Princeton (New Jersey) und Melbourne (Australien) auf. Sie erwarb 1983 ihren Bachelor am College of Letters and Classics der Wesleyan University und 1985 ihren Master in Neugriechisch und Klassischer Philologie an der Aristoteles-Universität in Thessaloniki. Sie promovierte 1990 an der Universität Oxford in mittelalterlichen und modernen Sprachen mit einer Dissertation über The Poetics of Censorship in Greek Poetry, 1967–1990 bei Peter Mackridge, Terry Eagleton und der externen Prüferin Margaret Alexiou.
1988 trat sie eine Stelle in der Abteilung für Klassische Philologie an der Columbia University an, wo sie das interdisziplinäre Programm für Hellenische Studien aufbaute und bis 2016 leitete. Im Jahr 2000 wurde sie dort zur Kimon A. Doukas Professorin für Neugriechische Sprache und Literatur ernannt – der erste Lehrstuhl für Neugriechische Studien, der von einem griechischen Amerikaner gestiftet wurde. Sie lehrte an den Instituten für Frauen-, Sexualitäts- und Geschlechterforschung und für Vergleichende Literaturwissenschaft und Gesellschaft und war außerdem Mitglied des Lehrkörpers des Europäischen Instituts und des Sabançi Center of Turkish Studies an der Columbia University. Außerdem hat sie an der University of Michigan (1992–1993) Klassische Philologie und Frauenforschung gelehrt, sowie Byzantinische und Neugriechische Studien an der Boğaziçi University (2015).

## Ehrungen
Im Frühjahr 2022 erhielt Van Dyck die Ehrendoktorwürde der Universität Athen für ihre Rolle bei der Übersetzung griechischer Lyrik ins Englische und die Einordnung griechischer Dichter und deren Poetik in den politischen und literarischen Kontext der Weltliteratur.
Zu ihren weiteren Auszeichnungen zählen der London Hellenic Prize 2016 für ihre zweisprachige Anthologie griechischer Dichter, Austerity Measures: The New Greek Poetry, der Stavros Papastavrou Award 1990 für die beste Doktorarbeit im Vereinigten Königreich im Bereich Neugriechische Studien und der Sherman Prize for Excellence in Classics 1983.
Van Dyck erhielt zahlreiche Forschungsstipendien und Zuschüsse, unter anderem von Marshall, ACLS, NEA, Fulbright, der American Academy in Rom, der American School of Classical Studies in Athen, dem Columbia Institute for Ideas and Imagination und dem Heyman Center.

## Werk
Van Dyck beschäftigt sich mit der neugriechischen Sprache, Literatur und Kultur, der griechischen Diaspora, Migration, Gender-Theorie und Übersetzungstheorie. Obwohl sie sich dem Lehren und Übersetzen griechischer Literatur verschrieben hat, ist ihr Ansatz immer transnational und translingual gewesen. Im Mittelpunkt ihrer kritischen Arbeit steht die Frage, wie kulturelle Produktionen und insbesondere die Poesie mit ihrer genauen Aufmerksamkeit für die Form uns helfen, größere, soziale Muster zu analysieren, und wie dies Lesern mit unterschiedlichem kulturellen und sprachlichen Hintergrund zugänglich gemacht werden kann.
Ihr Reiseführer Insight Guide: Greece (1988) enthielt ein kulturelles Wörterbuch mit Einträgen von Akronymen bis Zorba, das noch heute im akademischen Unterricht verwendet wird. In ihrem Buch Kassandra and the Censors (1998) untersuchte sie die griechische Literatur während und nach der Militärdiktatur (1967–1974), insbesondere die entscheidende Rolle, die Dichterinnen bei der Schaffung einer Poesie spielten, die unter den Obristen der Zensur entgehen und nach dem Sturz des Regimes für feministische Zwecke genutzt werden konnte. Ein Sammelband mit ihren Übersetzungen The Rehearsal of Misunderstanding (1998) machte die Werke von drei dieser Dichterinnen (Rhea Galanaki, Jenny Mastoraki, Maria Laina) auf Englisch zugänglich.
Um der ungleichen Entwicklung zwischen den Kulturen und Sprachen entgegenzuwirken, hat sich ihre wissenschaftliche Tätigkeit zunehmend auf Übersetzung und Translingualismus konzentriert. Ihre Übersetzungspraxis hat sich der Herausforderung des Translingualismus mehrmals gestellt: Für die von ihr mit herausgegebene zweisprachige Anthologie A Century of Greek Poetry (2004) konzentrierten sich ihre Übersetzungen auf die griechische poetische Tradition, welche sich mit verschiedenen Sprachen und Registern befasste. Ihre Aufgabe, für den wegweisenden Band The Greek Poets: Homer to the Present (2010) 100 Jahre auf 3000 Jahre auszudehnen, war ebenfalls mit vielen Debatten darüber verbunden, was enthalten sein sollte – die mehrsprachigen Teile weckten dabei Van Dycks besonderes Interesse.
Ihr The Scattered Papers of Penelope (2009), eine Lannan Translation Selection, enthielt neue und ausgewählte Gedichte von Katerina Angelaki-Rooke in englischer Übersetzung. Ihre Übersetzung von Margarita Liberakis bahnbrechendem Coming-of-Age-Roman Three Summers wurde dazu zweimal seit ihrer Erstveröffentlichung im Jahr 1995 neu aufgelegt, 2019 und 2021 bei NYRB und Penguin Books. Im Jahr 2016 hat die Veröffentlichung von Austerity Measures: The New Greek Poetry – eine zweisprachige Anthologie, die die verschiedenen Bereiche der griechischen Lyrikproduktion während und nach der jüngsten Wirtschaftskrise abbildet – die Diskussion über Translingualismus und Übersetzung auf eine neue Ebene gebracht: ein Großteil der in dem Band enthaltenen zeitgenössischen griechischen Lyrik wurde von Dichtern verfasst, deren Muttersprache nicht Griechisch ist oder die außerhalb Griechenlands leben. Die Sammlung wurde mit dem London Hellenic Prize ausgezeichnet und war ein New Statesman Pick of the Year und ein Guardian Poetry Book of the Month. Zu ihren jüngsten Veröffentlichungen gehören The Light that Burns Us (2021), ein Sammelband des griechischen Dichters Jazra Khaleed, Hers (Mai 2022), eine Übersetzung von Maria Laina, und eine demnächst erscheinende zweisprachige Ausgabe ihrer eigenen gefundenen Gedichte, Lifted (Juni 2022), die von der Dichterin Kyoko Kishida (Eleni Bourou) ins Griechische übersetzt wurde.
Als Wissenschaftlerin und Übersetzerin widmet sie sich der Aufgabe, auch weniger bekannten Bereichen, Sprachen und Literaturen sowie den Minderheiten, deren Geschichten sie erzählen, eine Stimme zu geben. Ihre Anthologien sollen die Art und Weise verändern, wie Leser an den Rändern Europas über Poesie denken.
Ihre Essays, Übersetzungen und Gedichte sind in PMLA, Journal of Modern Greek Studies, Los Angeles Review of Books, The Guardian, The Brooklyn Rail, Asymptote, The Paris Review, World Literature Today, Poiitiki, Farmakon und Tender erschienen.

## Ausgewählte Schriften
- Insight Guide: Greece (1988)
- Kassandra and the Censors: Greek Poetry since 1967 (1998; 2002 ins Griechische übersetzt)
- Literature Between Languages and the Question of Translation (2010)
- Ioulia Persaki: Katohi kai peina: Istories tis kathe meras [Ioulia Persaki: Alltägliche Geschichten von Besatzung und Hunger] (2016; Mitherausgeberin mit Fay Zika)
- Lifted (2022; griech. Übersetzung von Eleni Bourou)

## Ausgewählte Übersetzungen
- Margarita Liberaki, Three Summers (1995; 2019, überarbeitet und mit neuem Vorwort; 2021)
- The Rehearsal of Misunderstanding: Three Collections of Poetry by Contemporary Greek Women Poets (1998; Herausgeberin und Übersetzerin aus dem Griechischen von Rhea Galanaki, The Cake, Jenny Mastoraki Tales of the Deep, and Maria Laina Hers)
- A Century of Greek Poetry: 1900–2000 (2004; Mitherausgeberin und Übersetzerin mit Peter Bien, Peter Constantine, und Edmund Keeley)
- The Scattered Papers of Penelope: New and Selected Poems by Katerina Anghelaki-Rooke (2008; 2009; Herausgeberin und Übersetzerin)
- The Greek Poets: Homer to the Present (2010; Mitherausgeberin und Übersetzerin mit Peter Constantine, Rachel Hadas, und Edmund Keeley)
- Austerity Measures: The New Greek Poetry (2016; 2017; griechische Ausgabe 2017; Herausgeberin und Mitübersetzerin)
- Jazra Khaleed, The Light that Burns Us (2021; Herausgeberin und Mitübersetzerin)
- Maria Laina, Hers (2022)